# Marie Magdalene Bullová

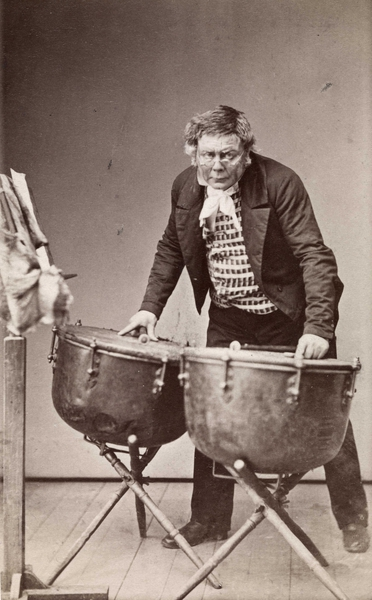
Marie Bullová: Johannes Brun, 1855

Marie Magdalene Bullová (nepřechýleně Marie Magdalene Bull; rozená Midlingová; 25. října 1827 Bergen – 17. července 1907 tamtéž) byla norská herečka, která převzala hlavní roli v prvním představení v bergenském Det norske Theater. Po svatbě s dirigentem divadla Edvardem Storm Bullem se v roce 1851 vzdala herectví, stala se fotografkou a otevřela vlastní studio.

## Životopis
Marie Magdelene Midlingová se narodila 25. října 1827 v Bergenu a jako dcera dražitele Wilhelma Christiana Midlinga a Marie Magdaleny Herlufsenové.
Vyrůstala v Bergenu, kde 25. července 1849 viděla v novinách inzerát oznamující otevření Det norske Theater, prvního norského divadla v zemi, které vyzývalo k podání přihlášek od zájemců o práci. Okamžitě se přihlásila a byla přijata jako herečka a tanečnice, vystoupila na první zkoušce divadla s pozvaným publikem 21. listopadu 1849 a na oficiálním otevření 2. ledna 1850. Hrála Pernille ve hře Ludviga Holberga Henrik og Pernille kde Johannes Bruno ztvárnil Henrika. Vystoupení bylo kritikou dobře přijato.
Dne 6. ledna 1851 se provdala za Edvarda Storma Bulla (1814–1907), hudebního ředitele divadla a bratra ředitele divadla Oleho Bulla, který byl rovněž slavným houslistou. Spolu měli sedm dětí. V souladu s tehdejšími tradicemi se práce herečky vzdala v listopadu 1850 těsně před svatbou. O divadlo se přesto zajímala a ve svých pamětech popsala počátky divadla a první zájezd společnosti do Kristiansundu v létě 1850.
Po odchodu z divadla se začala věnovat fotografii a otevřela si vlastní ateliér. Zaměstnávala německého rodáka Maximiliana Behrendse (1839–1903) jako svého asistenta, do doby, kdy si ve městě v roce 1867 otevřel vlastní ateliér. Dochovalo se několik děl Marie Bullové. Jedna z nejstarších, datovaná rokem 1855, je fotografie Johannese Bruna vystupujícího ve hře Hun skal debutere.
Marie Magdalene Bullová zemřela v Bergenu dne 17. července 1907.

## Galerie

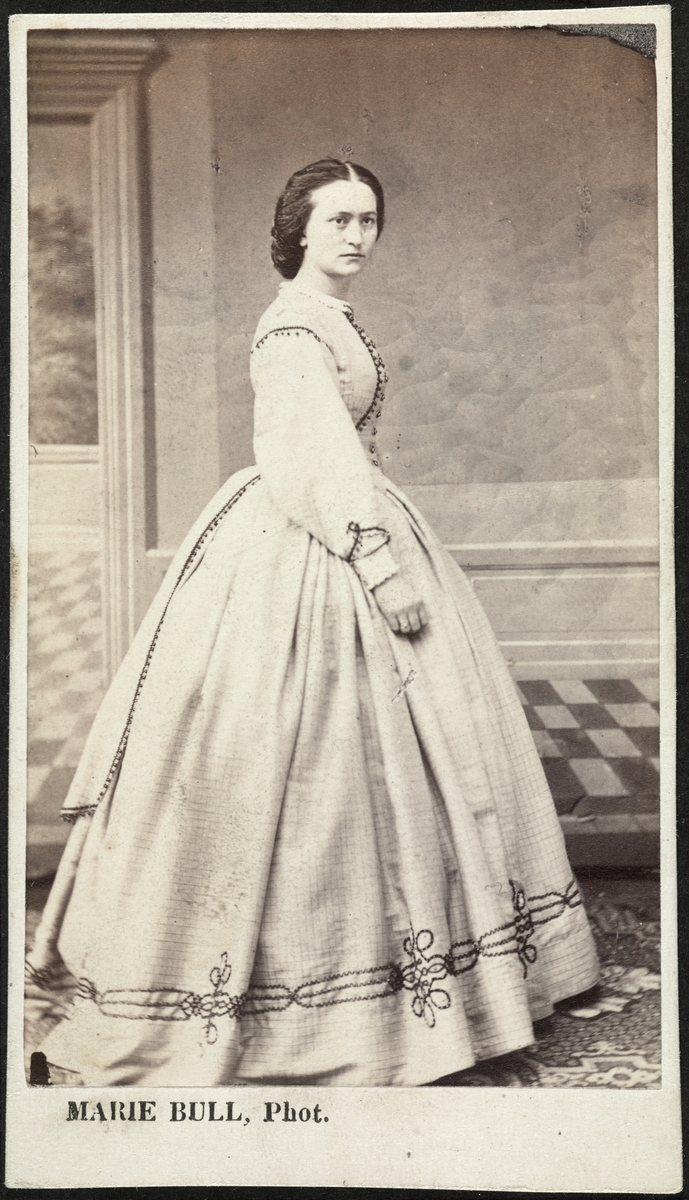
Herečka Fredrikke Nielsenová
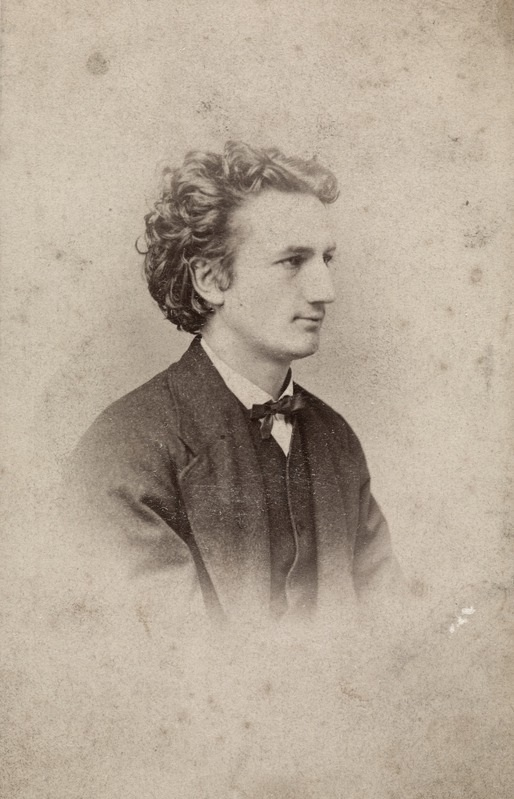
Mladý Henrik Klausen